# 阿莱克修斯·科穆宁 (共治皇帝)
阿莱克修斯·科穆宁（1106年10月-1142年夏），有时被称作“小阿莱克修斯（Alexios the Younger）”，是拜占庭皇帝约翰二世与皇后匈牙利的伊琳娜的长子。1119年，13岁的他被加冕为共治皇帝，但他却于1142年先于其父死去，最终其弟曼努埃尔继承了约翰二世的皇位。

## 生平

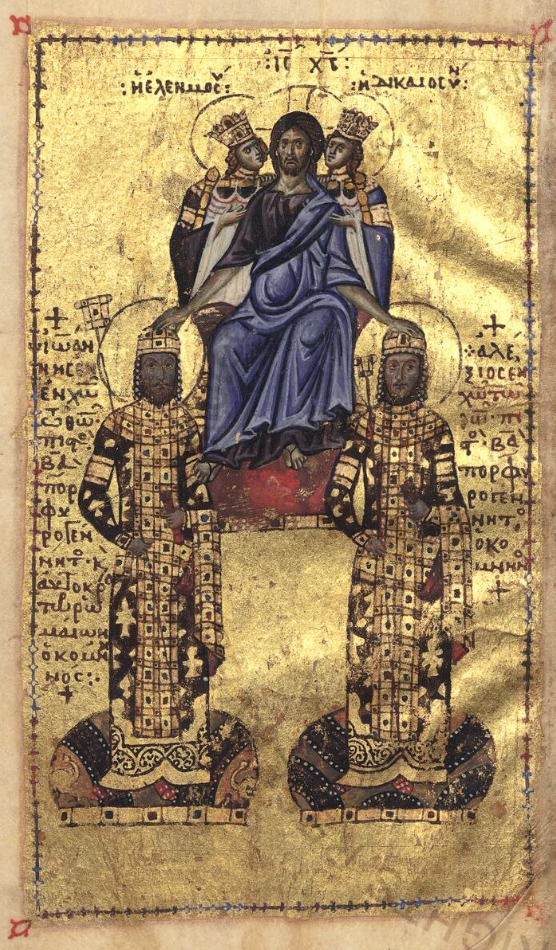
描绘基督为约翰二世与阿莱克修斯（右）加冕的图像

阿莱克修斯出生于马其顿军区瓦拉维斯塔（今希腊锡季罗卡斯特罗），具体日期未知，但应是在1106年塞萨洛尼基的圣德米特里瞻礼日（10月26日）后不久。1119年，其父约翰二世加冕他为共治皇帝，日期是在7月12日-10月7日之间的某一天（有些学者会把她加冕的年份定到1122年，但这实际是个错误）。1142年夏天，他死于急病，他的父亲比他多活了一年。与之前的阿莱克修斯一世与之后的曼努埃尔一世相比，记载约翰二世统治时期的史料较少，有关其子阿莱克修斯生平的史料也极少。 
廷臣狄奥多尔·普罗德罗莫斯曾在阿莱克修斯加冕之际为他和他的父亲创作了一首颂诗，称赞他们是“国王所生的国王们、旧习俗与特权的改革者，庄严的宝座与权杖是父辈们获得的，是传承之物。”
对于他的疾病，史书记载如下：“……最严重的一种（疾病），发病速度快，以快速的发烧攻击他的脑袋，就像（直接）攻击卫城一样。”阿莱克修斯死在小亚细亚的安塔利亚，这是他父亲建立的用以控制普斯古塞湖（Pousgousē，可能就是贝伊谢希尔湖）周围土地的城市，这表明阿莱克修斯死时可能是在随父亲出征。阿莱克修斯的弟弟安德洛尼卡被指定负责护送哥哥的尸体回君士坦丁堡，但他也在返回途中染病死去。

## 家庭
阿莱克修斯可能结过两次婚，他的第一任妻子是基辅大公姆斯季斯拉夫一世之女多布罗代娅，第二任妻子是格鲁吉亚国王大卫四世之女卡塔，但这两次婚姻都不能完全确定：这两位女性确实都嫁给了科穆宁王朝的男性成员，但关于他们丈夫的具体身份有几种假说，并不能确定是阿莱克修斯。
可确定的是阿莱克修斯有个名叫玛利亚的女儿，她的丈夫是“可被所有人敬重者”（πανσεβαστός）”阿莱克修斯·阿克苏赫 ，约翰二世的密友与重臣“国内军大统帅（μέγας δομέστικος，实际上的拜占庭军总司令）”约翰·阿克苏赫之子。阿莱克修斯·阿克苏赫后来曾担任奇里乞亚都督（δούξ）与“首席马夫（πρωτοστράτωρ）”，但1167年后他失去了曼努埃尔一世的垂青。现存的一枚印记上有提到“玛利亚·科穆宁娜，首席马夫阿莱克修斯之妻”，《希臘、阿爾巴尼亞和君士坦丁堡大家族的歷史和系譜詞典》（法语：Dictionnaire historique et Généalogique des grandes familles de Grèce, d'Albanie et de Constantinople）中指出，玛利亚在其生命末期可能患有精神错乱。
玛利亚与阿莱克修斯育有一子“胖子”约翰·科穆宁，他曾发动政变打算推翻阿莱克修斯三世·安格洛斯，但很快失败被杀。特拉比松皇帝阿莱克修斯一世之妻狄奥多拉·阿克苏海娜（Theodora Axouchina）很可能是胖子约翰之女。 

## 引用
1. ↑  Kiilerich, Bente. .  18. Universitetsforlaget. 2004: 196  [2023-03-07]. （原始内容存档于2023-03-07）.
2. ↑  Spatharakis 1976，第79–83頁.
3. ↑  PBW (2017), Alexios 103
4. ↑  Bárány 2019，第64-67頁.
5. ↑  Hendy 1999，第244頁.
6. 1 2  Varzos 1984，第339-348頁.
7. ↑  Magdalino 1993，第422頁.
8. 1 2  Choniates 1984，第21-22頁.
9. ↑  Choniates 1984，第374頁.
10. ↑  Choniates 1984，第59頁.
11. ↑  Mihail-Dimitri Sturdza, Dictionnaire historique et Généalogique des grandes familles de Grèce, d'Albanie et de Constantinople (1983), p. 276.
12. ↑  Kuršankis, "Autour des sources Georgiennes de la fondation de l’empire de Trebizonde", Archeion Pontou, 30 (1970), 107–115; cited in Kelsey Jackson Williams, "A Genealogy of the Grand Komnenoi of Trebizond", Foundations, 2 (2006), pp. 173f